# Fir Park
55°46′47″N 3°58′48″V / 55.77972°N 3.98000°V
Fir Park er et fodboldstadion i den skotske by Motherwell i North Lanarkshire og er fodboldklubben Motherwell F.C.s hjemmebane. Anlægget har en kapacitet på 13.742 siddepladser.

## Billeder
- Tribunerne på Fir Park er alle af forskellige størrelser, noget som gør at anlægget kan virke ubalanceret
- Tilskuerne kommer på Fir Park Stadium.
- South Stand er for udeholdets tilskuere og er anlæggets største tribune
- Phil O'Donnell Stand er den mindste på anlægget
- Davie Cooper Stand er mest populær for børn og familier
- Phil O'Donnell Stand.